# Мариняк Богдан
Богдан Мариняк (1844, с. Розджаловичі, Королівство Галичини та Володимирії, Австрійська імперія (нині с. Роздільне Самбірського району) — 8 червня 1912, Львів) — польський науковець, професор машинобудування, винахідник.

## Біографія
Народився у с. Розджаловичі в Галичині (нині — село Роздільне Самбірського району, Львівської області).
Навчався у реальній школі в Самборі та Львові. У 1866 році вступив до Політехнічної школи у Львові. 1870 року перевівся до Віденської технічної академії, де закінчив факультет машинобудування і працював асистентом, відзначався великими здібностями до винахідництва.
У 1873 році призначений асистентом кафедри нарисної геометрії Львівської політехніки. Далі вдосконалював теоретичні студії у Берлінській промисловій академії, працював у закладі будівництва корабельних машин у Бельгії (під керівництвом конструктора Краффта). Подорожі з науковою метою по Бельгії, Голландії, Франції, Швейцарії, Баварії сприяли вдосконаленню практичної підготовки конструктора заводів машинобудування.
1876 року призначений професором та завідувачем кафедри машинобудування Львівської політехніки. У 1886—1887 навчальному році — ректор, згодом неодноразово обирався деканом факультету машинобудування. Був куратором та з 1894 року почесним членом студентського товариства «Братня поміч».
Помер 8 червня 1912 року у Львові та похований на Личаківському цвинтарі.

## Вшанування
Для вшанування пам'яті першого конструктора було створено фонд імені Богдана Мариняка, з якого щорічно виплачували певний відсоток як нагороду слухачам факультету машинобудування, що відзначилися конструкторськими нахилами.